# Henryk Alszer
Henryk Alszer, znany też jako Walter Duczek (ur. 7 maja 1918 w Hajdukach Wielkich, zm. 31 grudnia 1959 w Rudzie Śląskiej) – polski piłkarz, napastnik. Reprezentant Śląska i Polski, olimpijczyk z Helsinek w 1952. Do 1947 nosił imię Walter.

## Życiorys
Henryk Alszer był wychowankiem przedwojennego RKS Hajduki, później grał w Hajduczance, w KS Chorzów, a wybuch wojny zastał go jako zawodnika 06 Załęże, a w latach 1939–1941 w Bergknappen (podczas okupacji hitlerowskiej wschodniej, przed wojną polskiej części Górnego Śląska dalej grano w piłkę nożną w Śląskiej Gaulidze). 
W 1942 roku został powołany do służby w Wehrmachcie. Jeszcze przed końcem zmagań wojennych w Europie Henrykowi Alszerowi udało się zdezerterować z niemieckiej armii na terenie Francji, skąd trafił do Polskich Sił Zbrojnych w Wielkiej Brytanii. W 1945 grał we francuskim RC Lens, a w latach 1946–1947 w szkockim Forres.
. 
Do Chorzowa powrócił w 1947, od razu trafiając do powracającej do swojej przedwojennej potęgi drużyny Ruchu Chorzów, był jednym z podstawowych filarów Mistrzów Polski z 1951 (równocześnie zdobywca Pucharu Polski), 1952, 1953. Gdy odchodził od Ruchu w 1958 miał na koncie 177 meczów w jego barwach i 51 goli. W 1958 grał w Górniku Katowice, a rok później w Pogoni Nowy Bytom jako grający trener. Piłkarz ten był 13-krotnym reprezentantem Polski, a jego debiut miał miejsce w 1948 w meczu z Jugosławią. Do czasu ostatniego spotkania w barwach narodowych w 1955 w meczu Rumunią miał na koncie 2 bramki. W 1956 otrzymał tytuł Zasłużonego Mistrza Sportu. 
W godzinach wieczornych 31 grudnia 1959 w Rudzie Śląskiej poniósł śmierć wskutek zdarzenia drogowego, gdy jako przechodzień został potrącony przez samochód ciężarowy, którego 25-letni kierowca zbiegł z miejsca wypadku nie udzielając mu pomocy (został aresztowany 4 stycznia 1960, ciężarówka Star należała do PSS w Wirku)

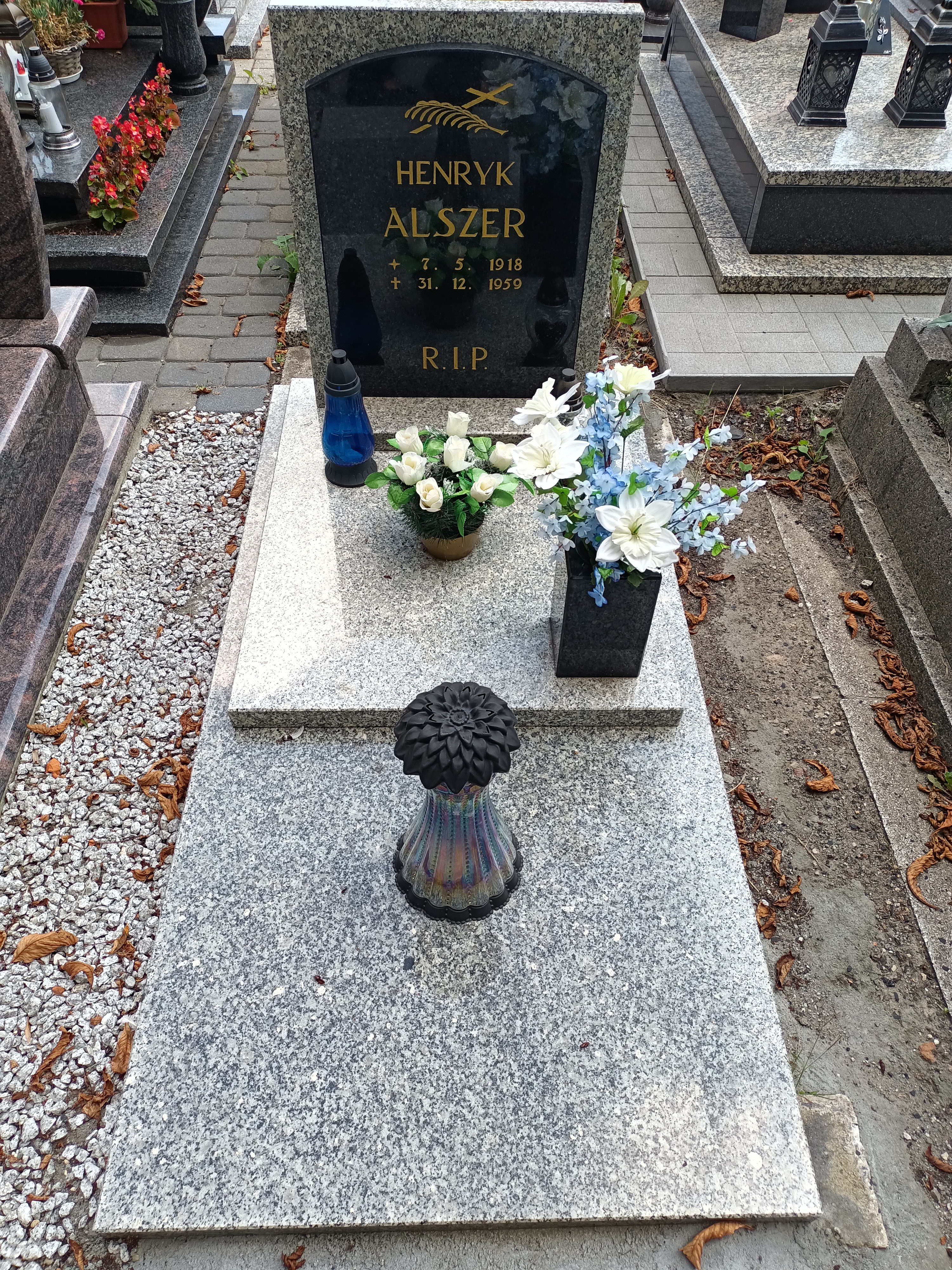
Grób Henryka Alszera